# Ябули
Ябули (亚布力 滑雪 旅游 度假区 yà-bù-lì huá-xuě lvˇ-yóu dù-jià-qū) — горнолыжный курорт в Китае. Расположен в провинции Хэйлунцзян в городском уезде Шанчжи, в 200 км к востоку от Харбина и в 120 км к западу от Муданьцзяна. Построен в 1996.
Находится на высоте 1374 м над уровнем моря. В среднем снег лежит здесь 170 дней в году. Действуют 4 канатных дороги (гондолы и кресельные), также многочисленные ленточные подъемники для начинающих, 9  горнолыжных трасс и 7 трасс лыжного кросса. В летний период кататься можно на «сухом лыжном склоне», длина которого 2,6 км.
Был местом проведения 3-х Азиатских зимних игр в феврале 1996. В 2009 году в Ябули прошли соревнования по лыжным видам спорта в рамках XXIV Зимней Универсиады.